# Stanisławowo (rejon ignaliński)
Stanisławowo – dawny futor. Tereny, na których był położony, leżą obecnie na Litwie, w okręgu uciańskim, w rejonie ignalińskim, w gminie Przyjaźń.

## Historia
W czasach zaborów zaścianek w gminie Daugieliszki, w powiecie święciańskim, w guberni wileńskiej Imperium Rosyjskiego. W 1905 roku liczył 34 mieszkańców, 36 dziesięcin.
W dwudziestoleciu międzywojennym futor leżał w Polsce, w województwie wileńskim, w powiecie święciańskim, w gminie Daugieliszki.
W 1931 w 6 domach zamieszkiwało 20 osób.
Miejscowość należała do parafii rzymskokatolickiej w Daugieliszkach. Podlegała pod Sąd Grodzki w Święcianach i Okręgowy w Wilnie; właściwy urząd pocztowy mieścił się w Daugieliszkach.